# ریو دو ژانیرو
ریو دو ژانیرو (به پرتغالی: Rio de Janeiro) که به اختصار ریو نام برده می‌شود، مرکز ایالت ریو دو ژانیرو، دومین شهر بزرگ برزیل و سومین منطقه شهری بزرگ آمریکای جنوبی است که با جمعیت ۶٫۳ میلیون نفری ۶امین شهر بزرگ قارهٔ آمریکا و ۲۶امین شهر بزرگ جهان نیز به حساب می‌آید. این شهر در تاریخ ۱ ژوئیه ۲۰۱۲ به عنوان یکی از مناظر فرهنگی میراث جهانی یونسکو با نام «ریو د ژانیرو: منظر کاریوکا در بین کوه و دریا» به ثبت رسیده‌است.
این شهر گردشگری در کنار کوه‌های انبوه از جنگل و سواحل و خلیج‌های اقیانوس اطلس قرار گرفته‌است. شهر ریو دوژانیرو، میزبان بازی‌های المپیک تابستانی ۲۰۱۶ بوده‌است.

## جغرافیا شهر ریو
شهر در کنار محیط های مختلفی مانند دریا، جزیره ها، رود ها، تپه ها و مناطق و کوه های مرتفع و سرسبز قرار گرفته است. این شهر در مناطق گرمسیری قرار دارد، بنابراین آب و هوای این شهر در بیشتر طول سال گرم و مرطوب است. شهر تابستان های گرم و مرطوب و زمستان های گرم و آفتابی را تجربه می کند. 

## تاریخچه
اولین اروپائیان رسیده به خلیج گوانابارا، در تاریخ ۱ ژانویه ۱۵۰۲ به این منطقه قدم گذاشتند و به همین دلیل این منطقه را «ریو دو ژانیرو» به معنای بندر (رودخانهٔ) ژانویه نامگذاری کردند.
ریو دو ژانیرو نزدیک به دو قرن از ۱۷۶۳ تا ۱۸۱۵ میلادی در دوره استعمار پرتغالی‌ها، در سال‌های ۱۸۱۵ تا ۱۸۲۱ میلادی در دوره پادشاهی متحده پرتغال، برزیل و آلگارو و در نهایت در سال‌های ۱۸۲۲ تا۱۹۶۰ به عنوان پایتخت کشور برزیل بوده‌است که در سال ۱۹۶۰ برازیلیا به عنوان پایتخت برزیل انتخاب شد.

## مجسمهٔ مسیح
تندیس مسیح در ۷۱۰ متری بالای کوه کورکووادو بزرگ‌ترین مجسمهٔ دنیا بعد از مجسمه‌های بودا و آزادی قرار دارد. این مجسمه ۳۹٫۶ متر ارتفاع دارد که شمایل عیسی مسیح را با آغوش باز به تصویر کشیده‌است.

## ترابری

### فرودگاه‌ها
- فرودگاه بین‌المللی ریو دوژانیرو گالیائو[۴]
- فرودگاه سانتوس دومنت: used mainly by the services to سائو پائولو[۵]
- فرودگاه ژاکاره‌پاگوآ[۶]

فرودگاه‌های نظامی :
- پایگاه نیروی هوایی گالیاو: یک فرودگاه نظامی متعلق به نیروی هوایی برزیل
- پایگاه نیرو هوایی سانتا کروز
- پایگاه نیروی هوایی افونسوس: یک فرودگاه قدیمی در شهر ریو دو ژانیرو است که محل دانشگاه نیرو هوایی نیز می‌باشد[۷]

### قطار شهری
شهر ریو دو ژانیرو دارای سیستم حمل‌ونقل مترو و قطار شهری زمینی می‌باشد، متروی این شهر دارای ۴۱ کیلومتر طول و ۳۵ ایستگاه می‌باشد که در سال ۱۹۷۹ به بهره‌برداری رسیده‌است. همچنین قطار شهری دارای ۲۵۲ کیلومتر طول و ۱۰۰ ایستگاه می‌باشد.

## نگارخانه

کوه کله‌قند
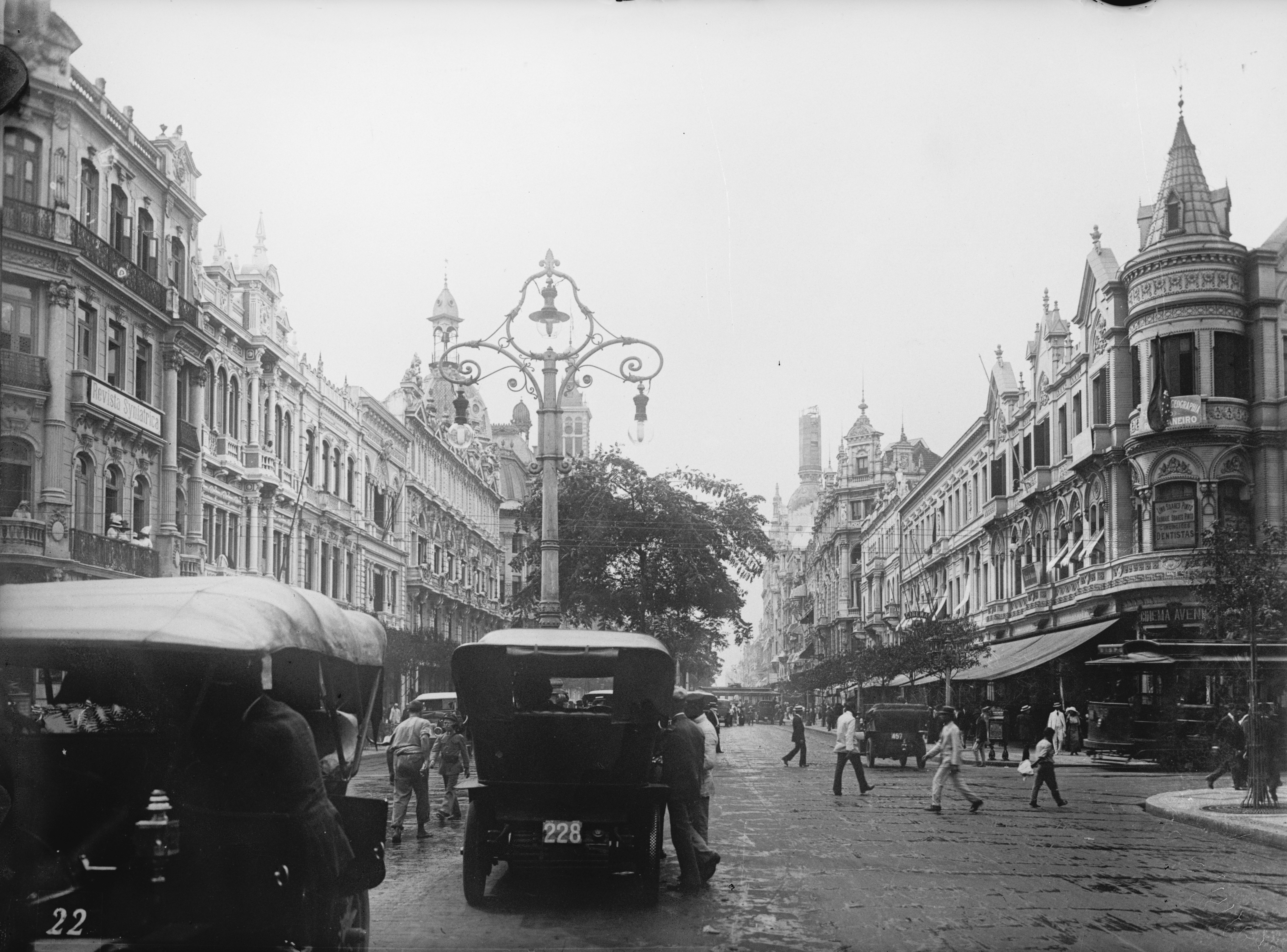
دهه ۱۹۱۰
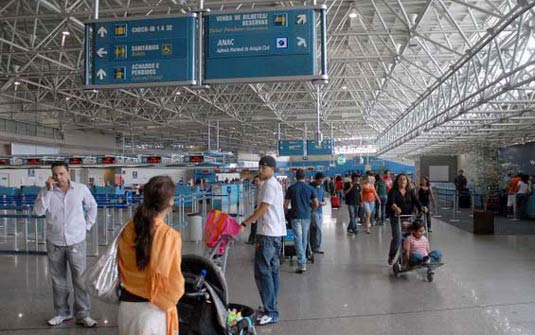
فرودگاه بین‌المللی ریو دوژانیرو گالیائو
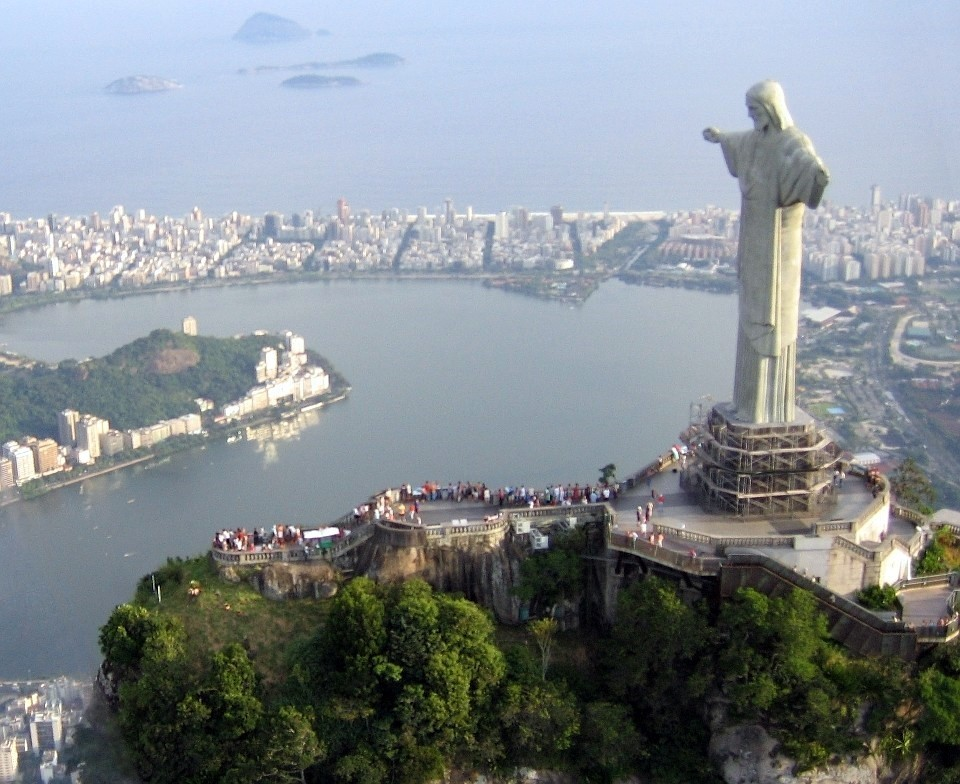
مجسمهٔ مسیح بر روی کوه کورکووادو
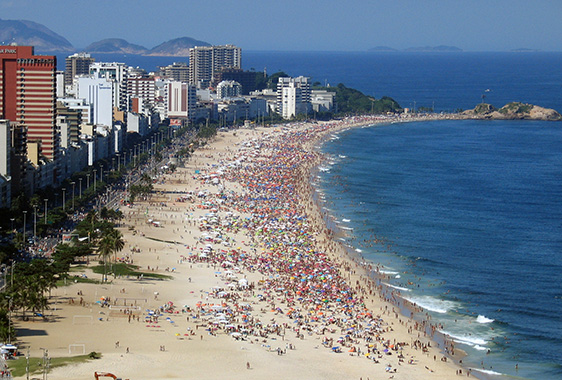
چشم‌انداز ساحل ایپانما در تابستان سال ۲۰۰۷ میلادی
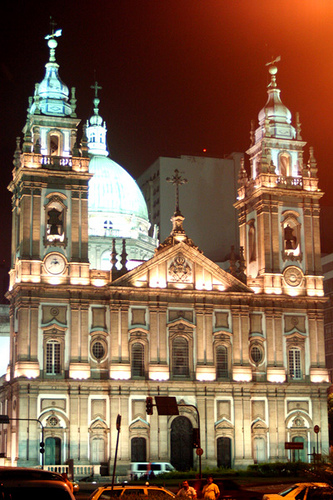
کلیسا کاندلاریا
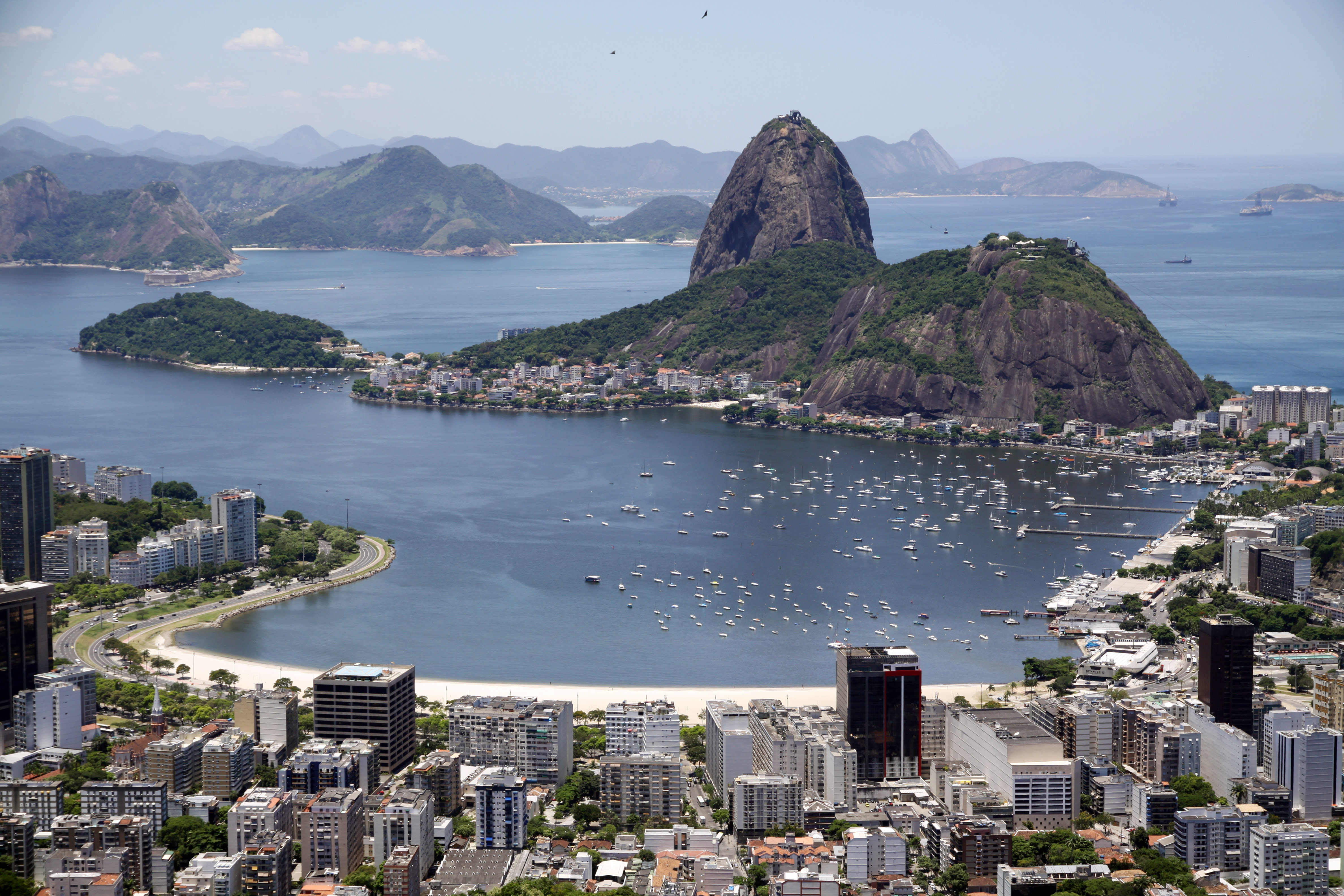
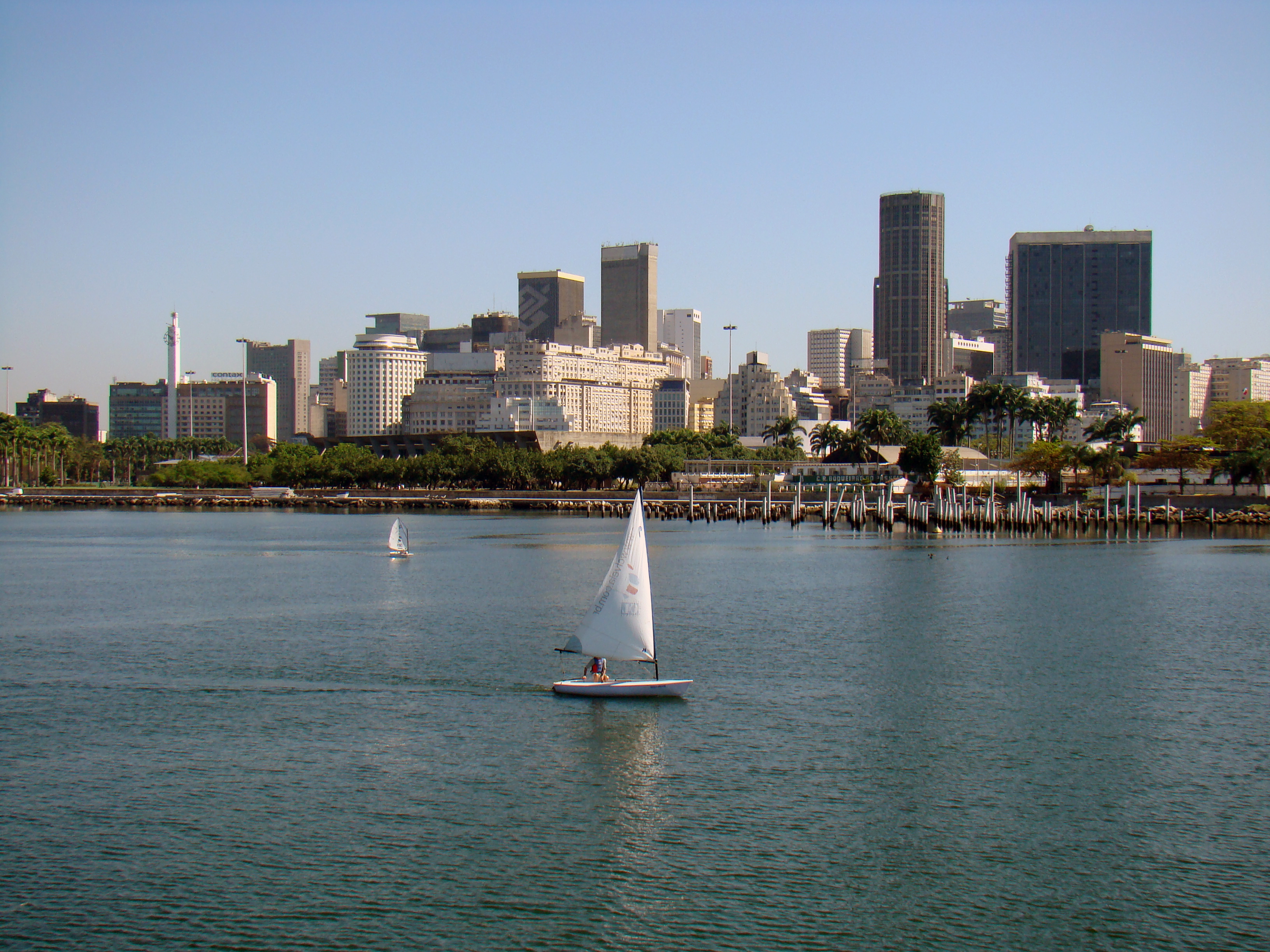
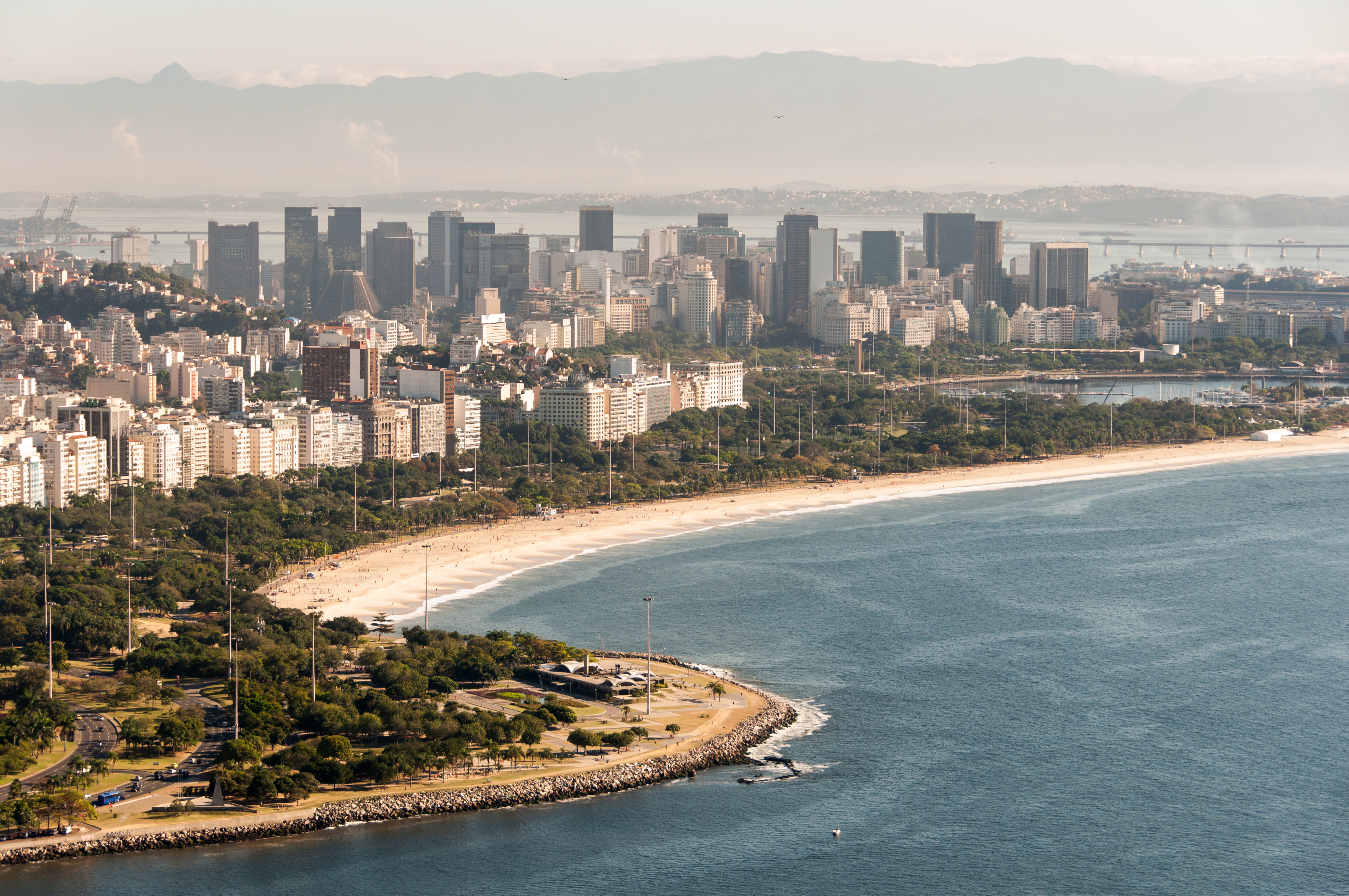
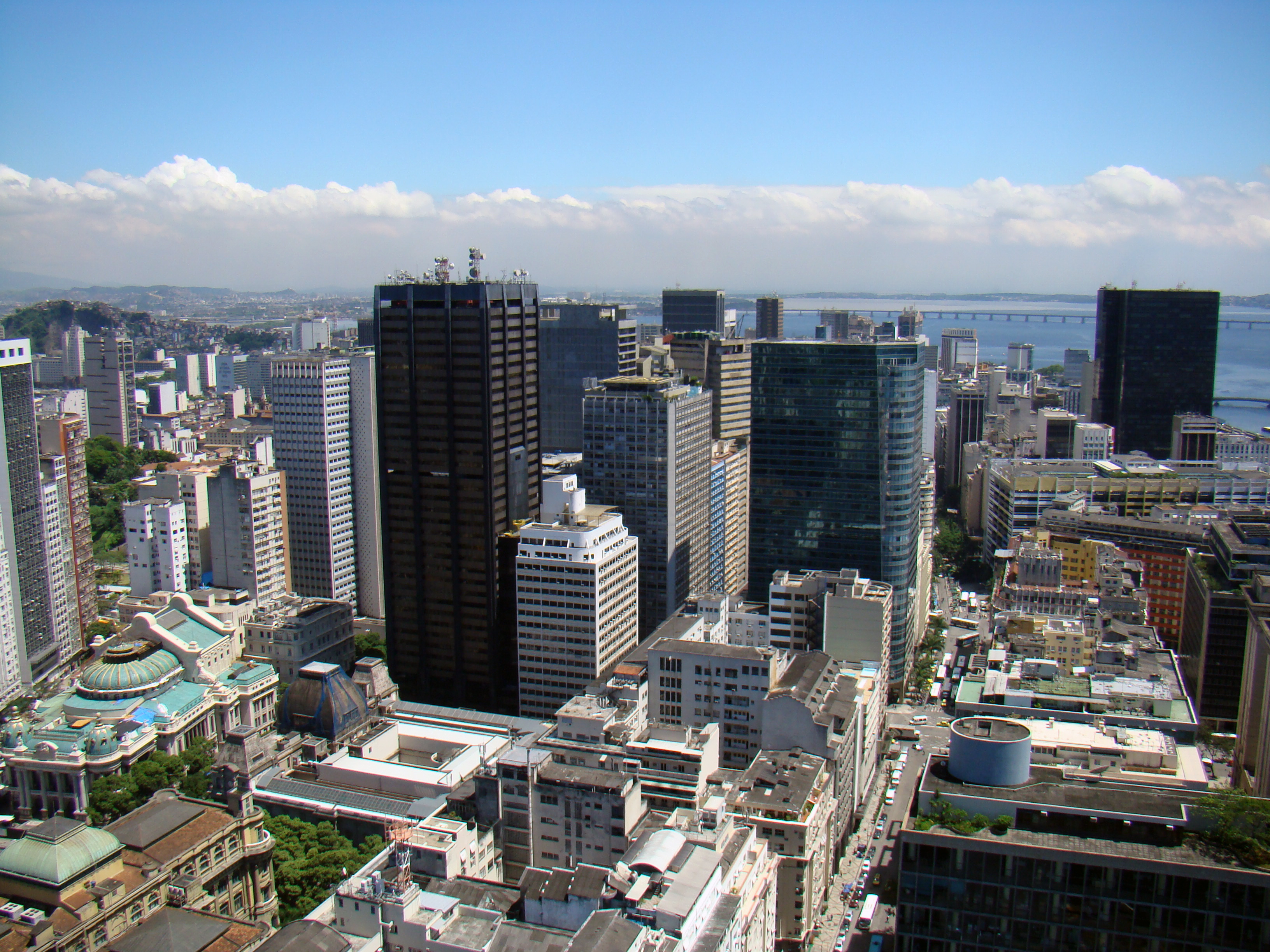
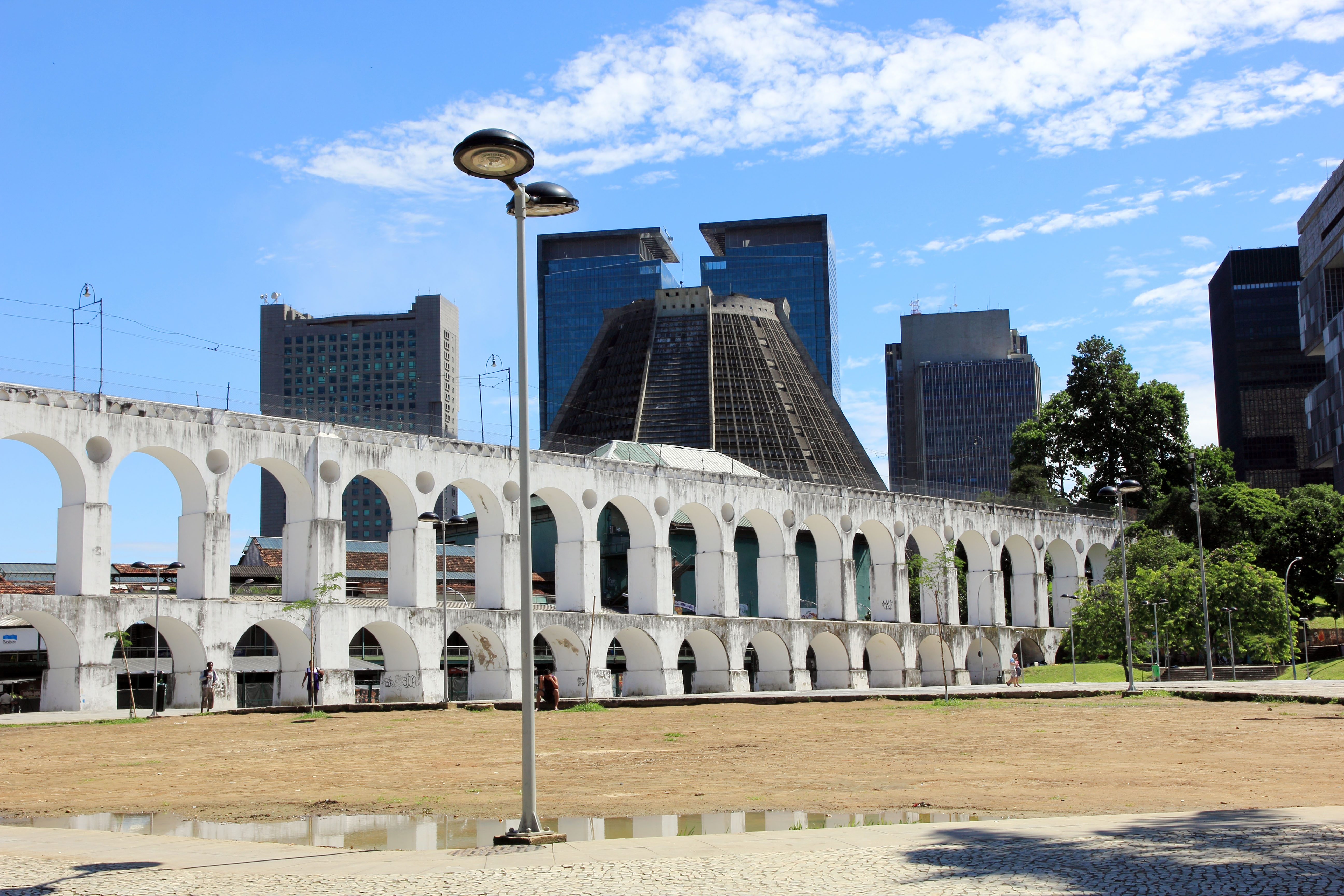
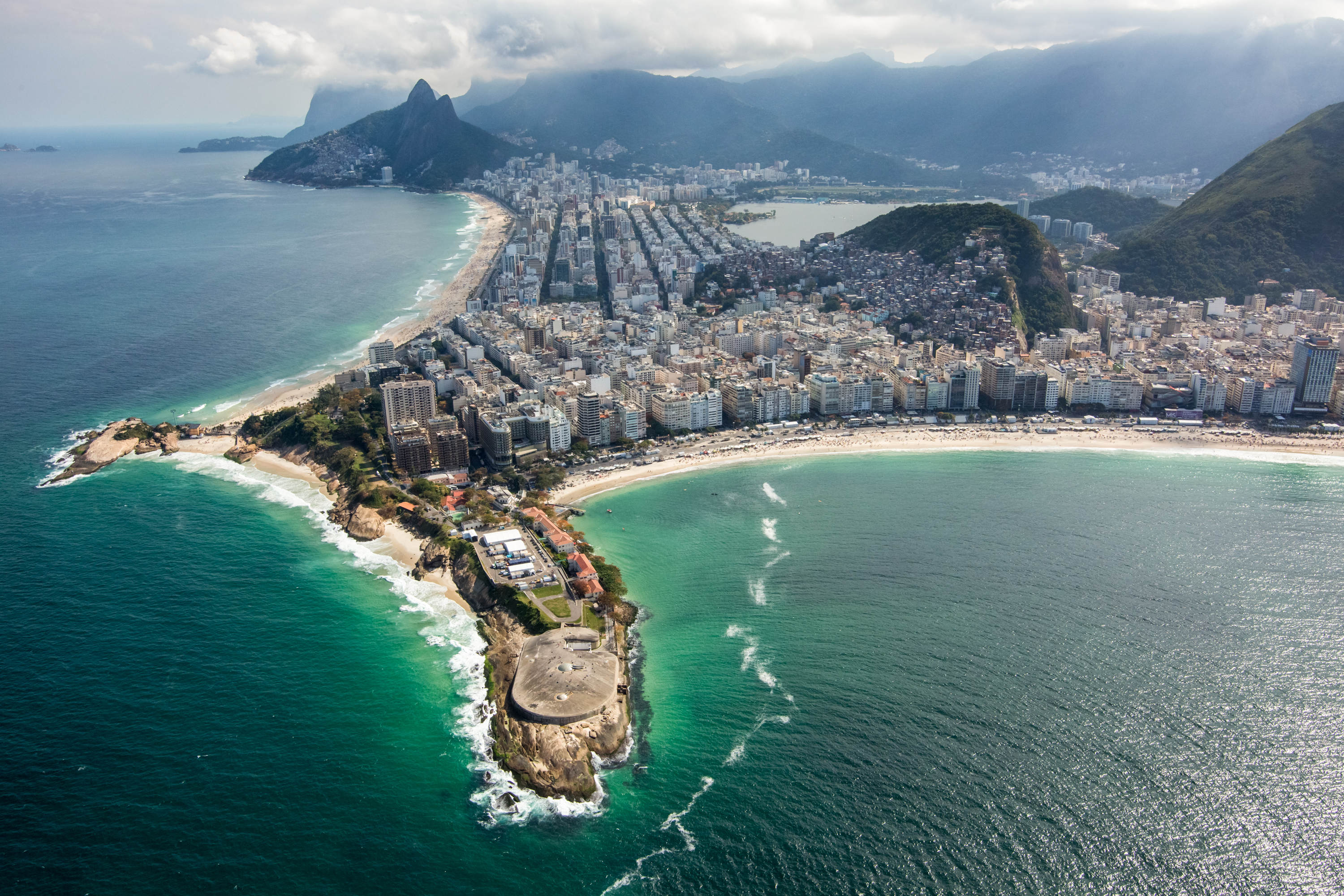
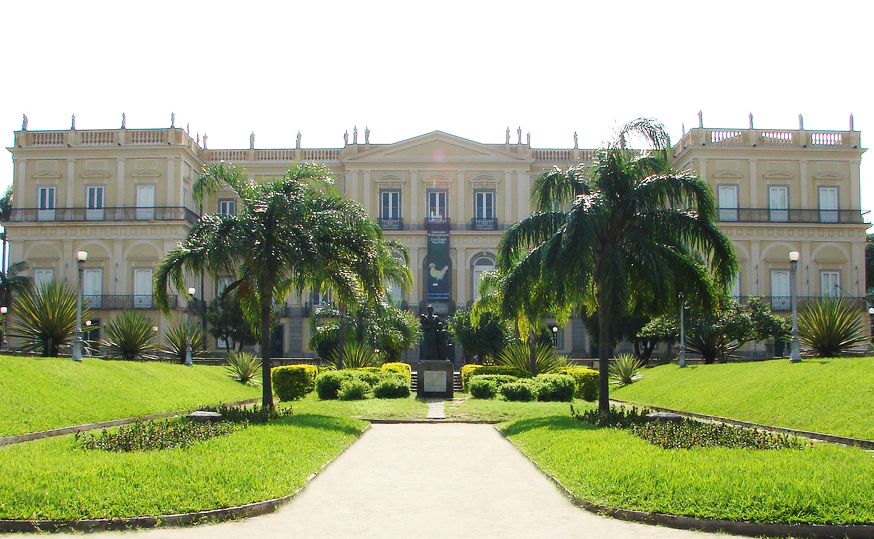
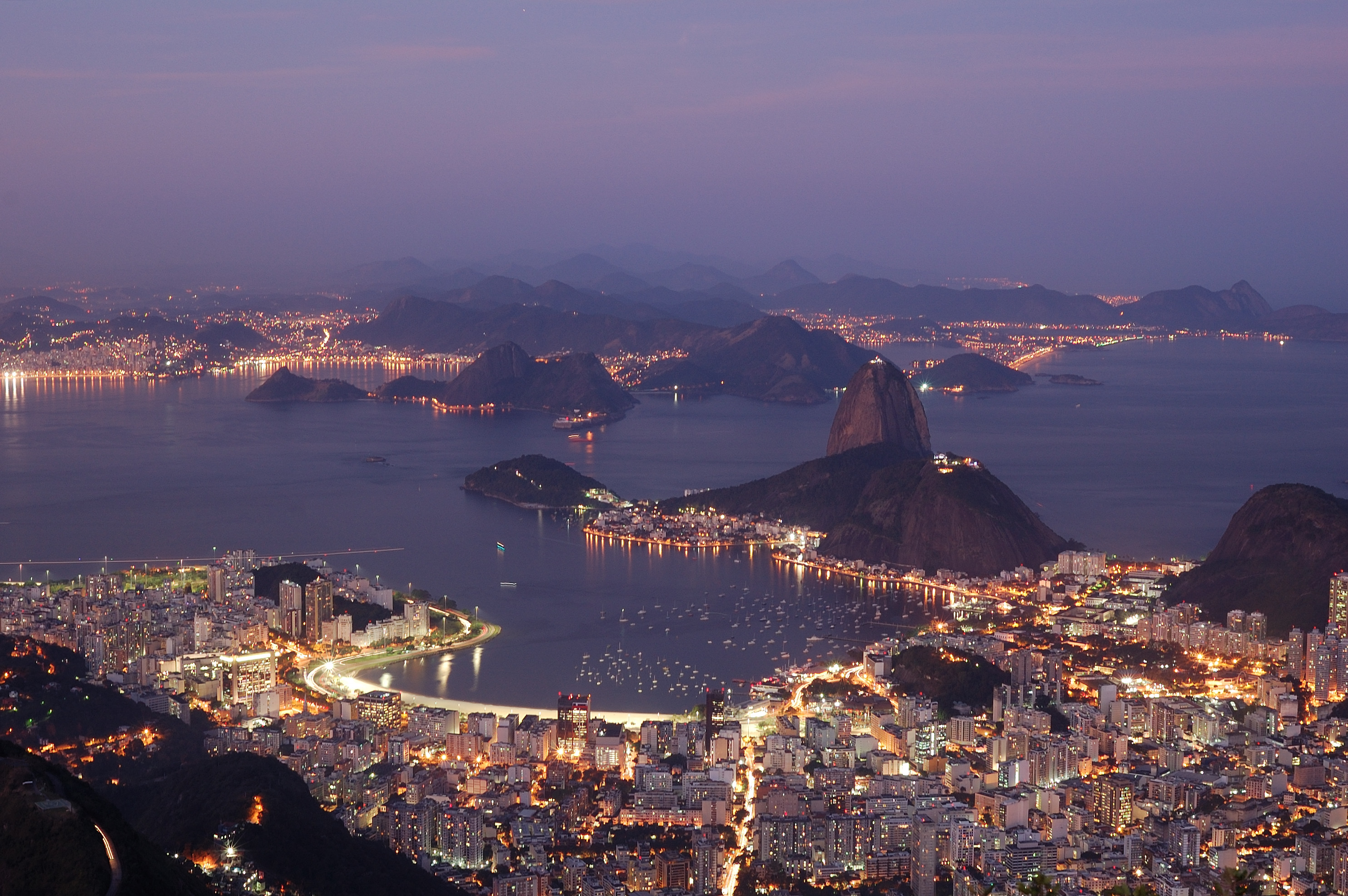
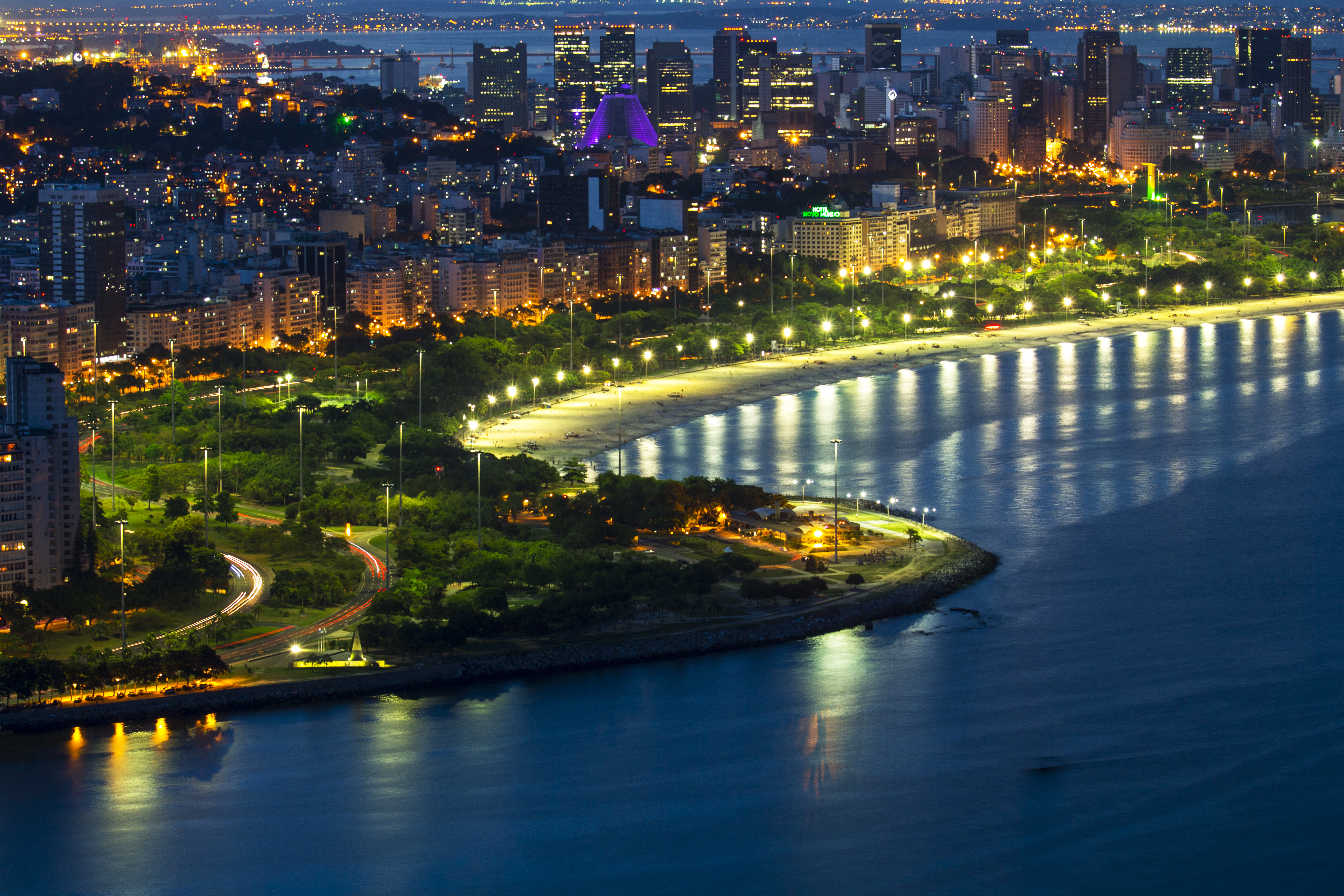
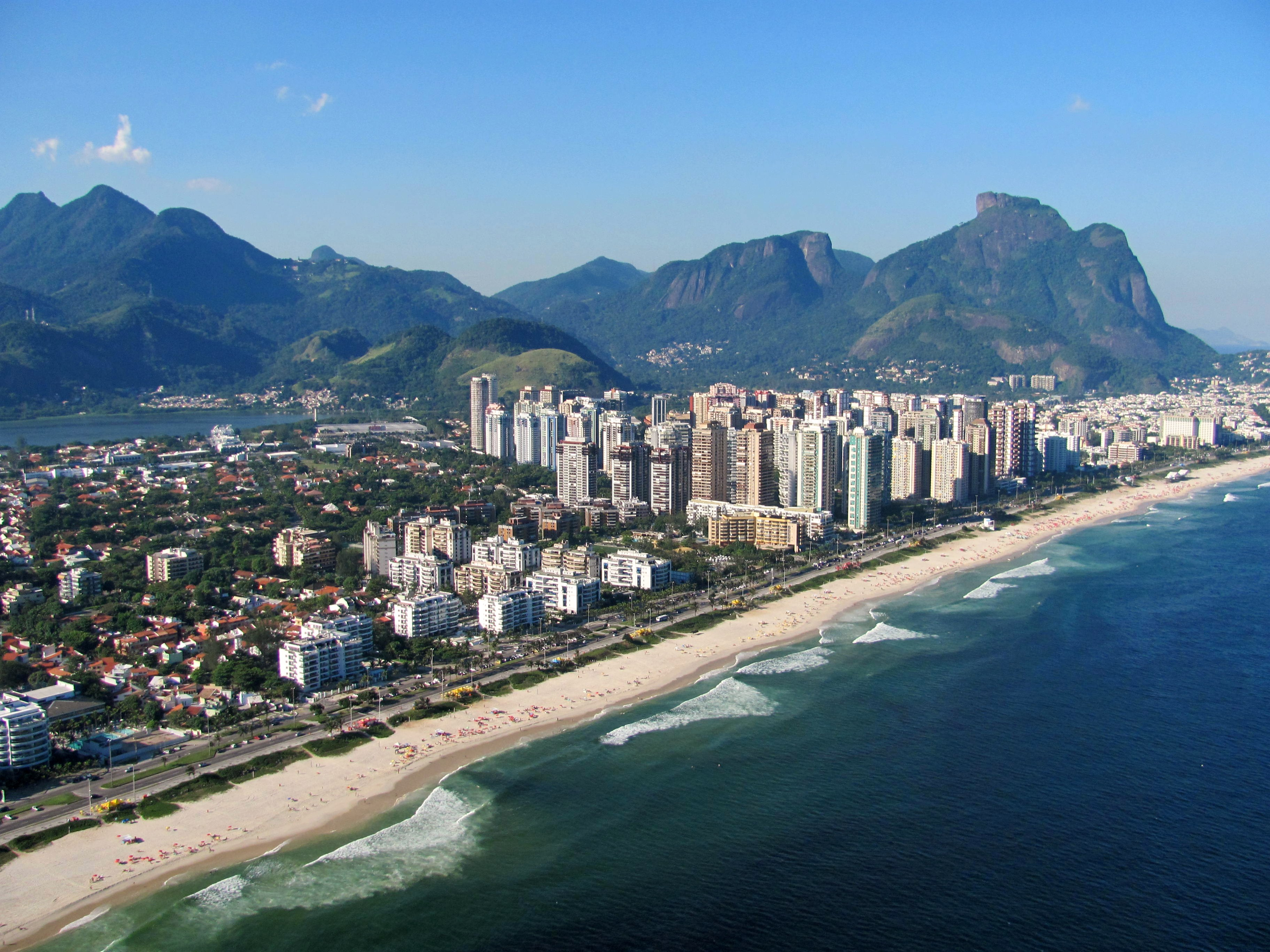
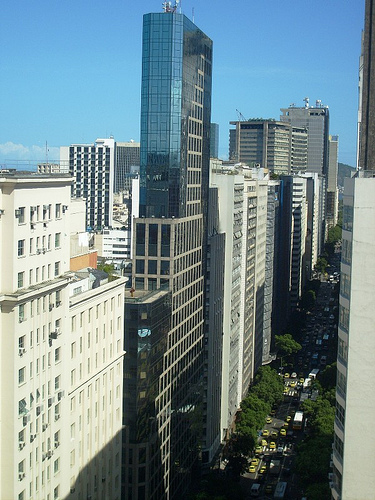